# 久保田友紀
久保田 友紀（くぼた ゆき、1986年7月21日 - ）は身長168 cm。アデッソ所属のファッションモデルである。

## 人物
- 特技：絵を描くこと
- 趣味：水泳

## 主な活動

### 雑誌
- MISS
- CLASSY.
- GINGER
- JJ
- 美的
- ヴァンサンカンウエディング
- ゼクシィ
- mina
- HEART
- SOUP
- JJbis
- nadesico